# Lista de recordistas de vendas de discos no Brasil

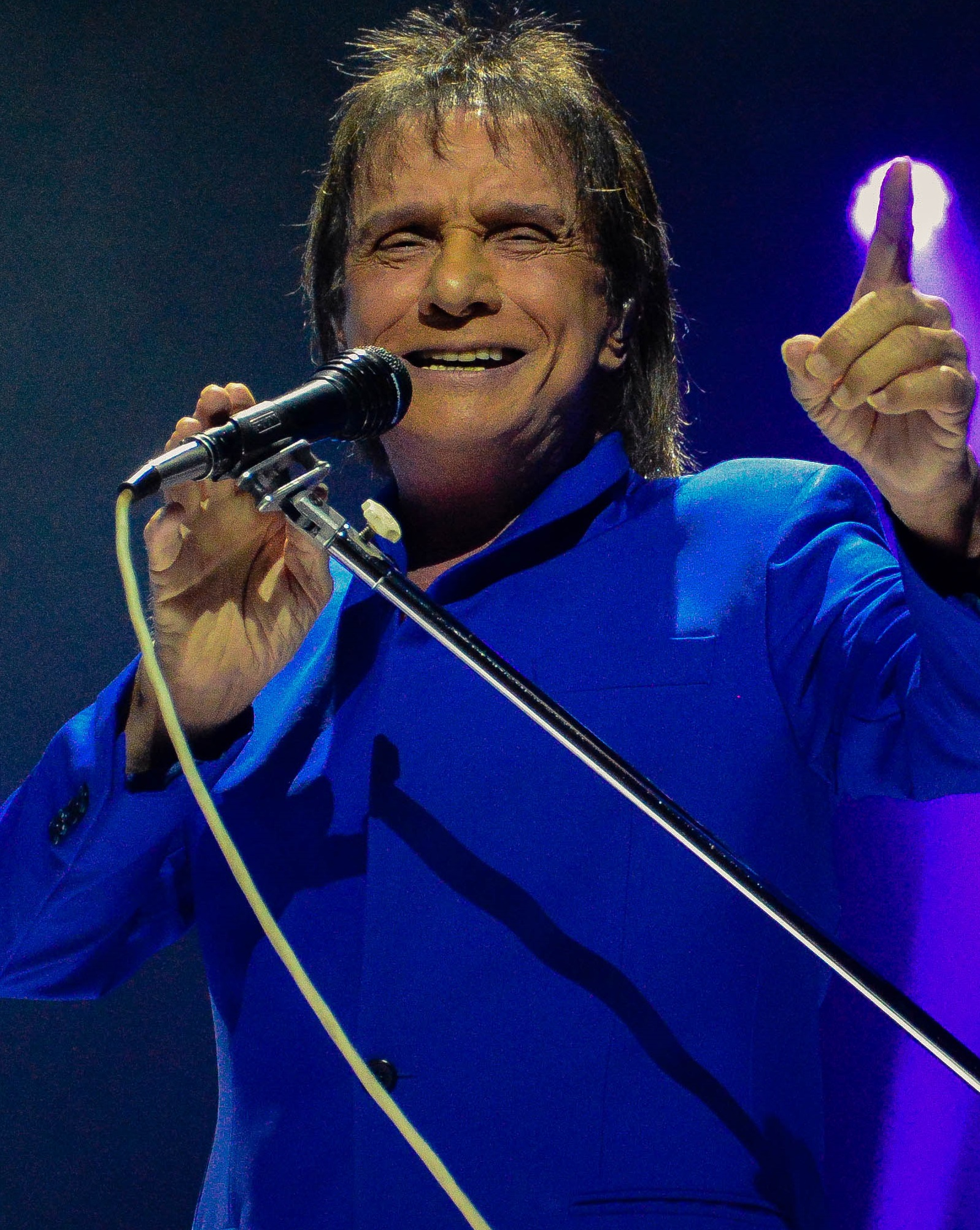
Roberto Carlos, o artista que mais vendeu discos, com estimativas de 120 milhões

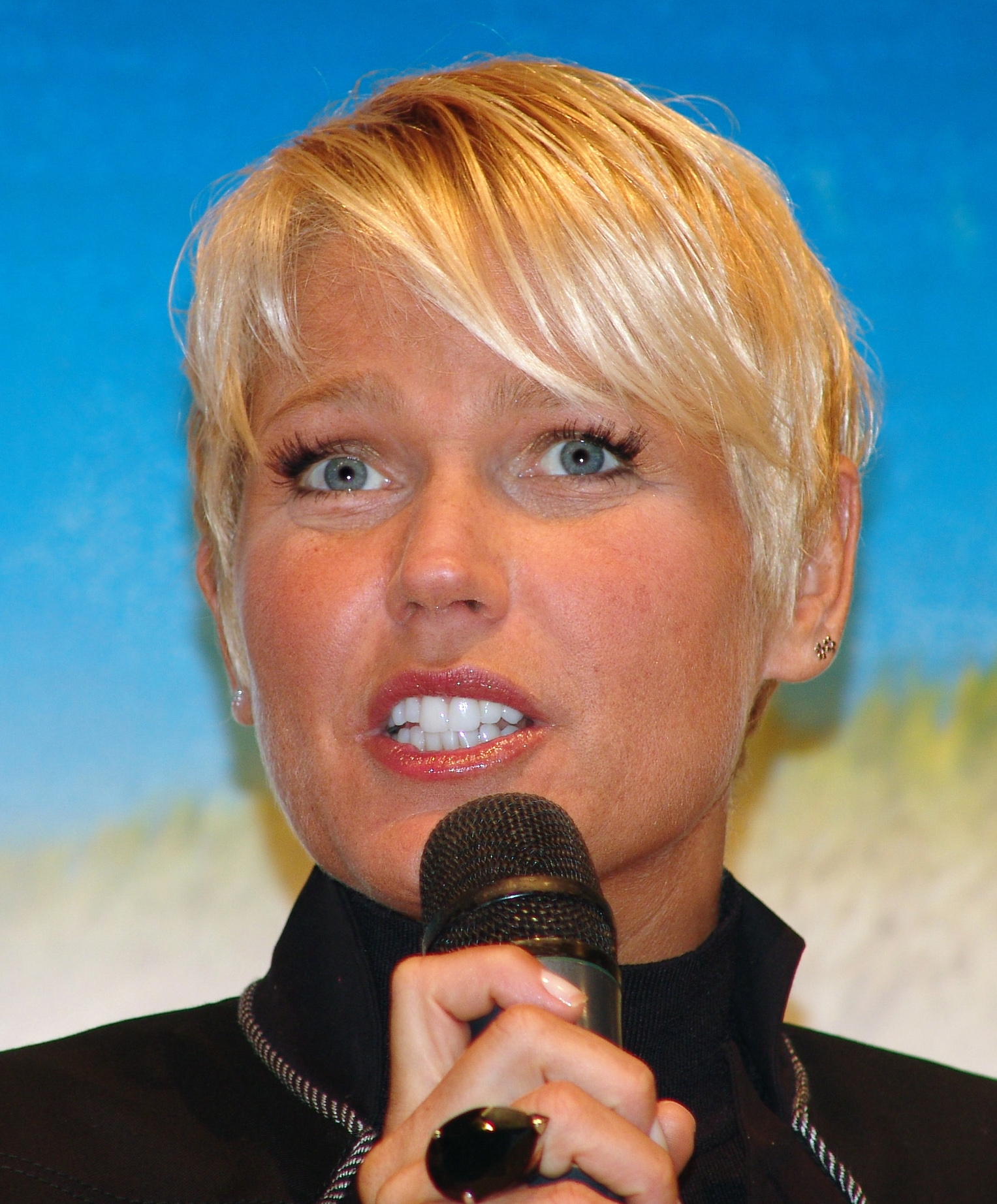
Xuxa Meneghel vendeu 60 milhões de cópias no total, sendo seu o álbum mais vendido do país, Xou da Xuxa 3.

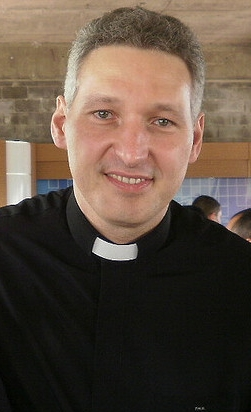
Padre Marcelo Rossi vendeu 16 milhões de cópias no total, sendo seu o segundo álbum mais vendido do Brasil, Músicas para Louvar o Senhor.

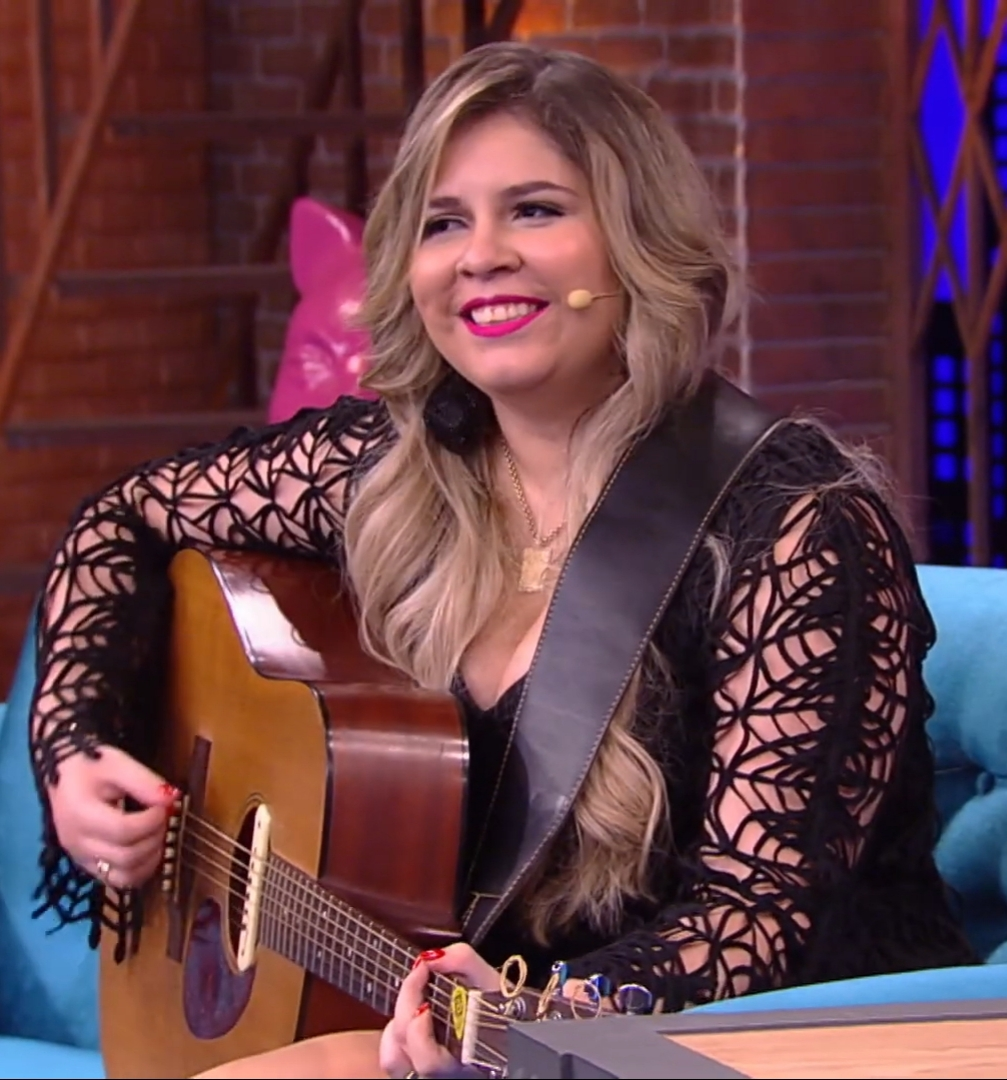
Marília Mendonça tem o maior número de downloads pagos somados a streams.

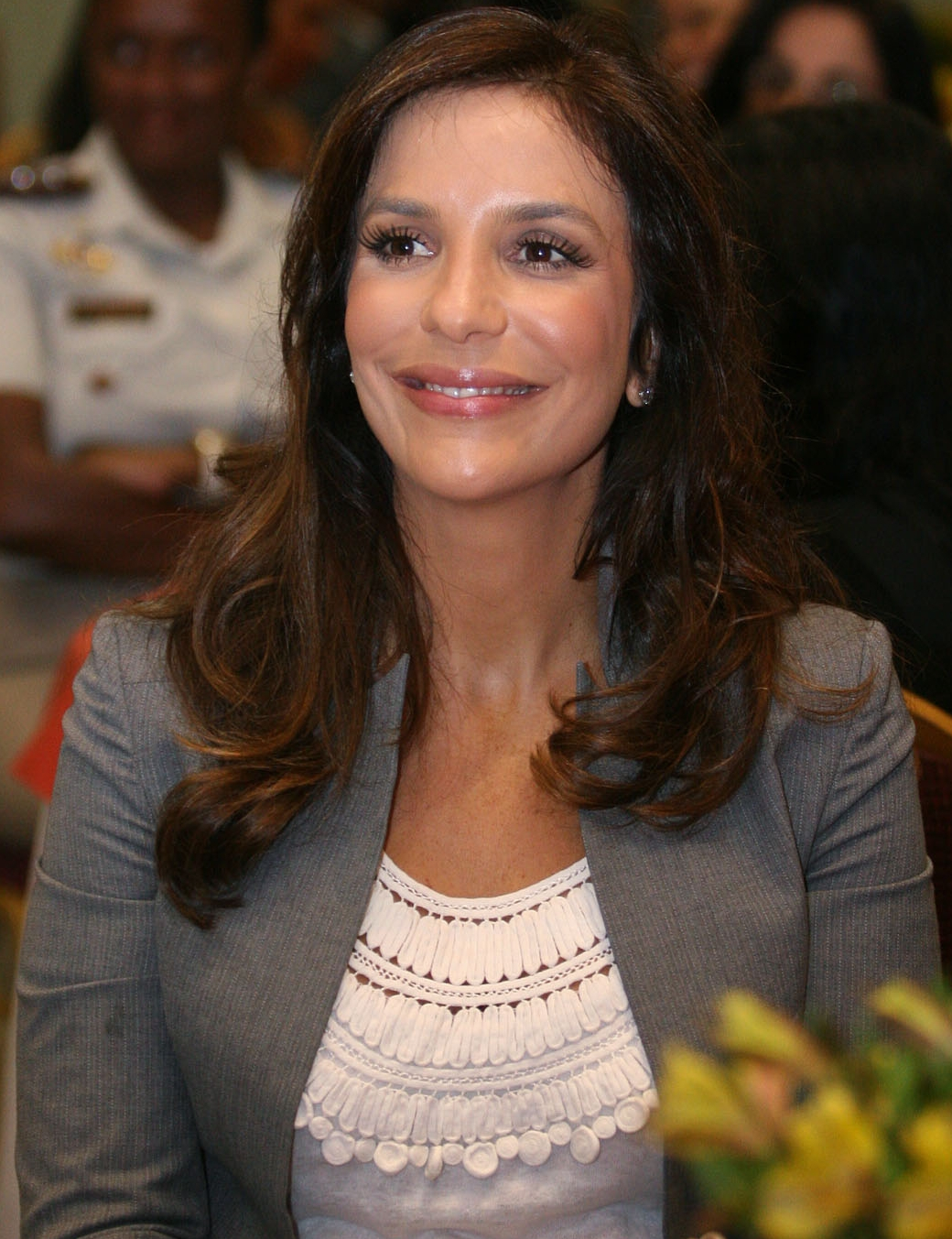
Ivete Sangalo tem o maior número de downloads pagos.

A lista de recordistas de vendas de discos no Brasil engloba aquelas que são as maiores vendagens de artistas nacionais e internacionais no país, de formatos físicos e digitais. Em primeiro lugar aparece o cantor Roberto Carlos, que começou sua carreira no final da década de 1950 e que vendeu cerca de 120 milhões de discos até hoje, além de ser o artista solo com mais álbuns vendidos na história do Brasil, segundo a ABPD. A artista do sexo feminino mais bem-sucedida é a cantora Xuxa e seus mais de 60 milhões de discos na carreira e ocupa o terceiro lugar da lista.
Desde novembro de 2008, a Pro-Música Brasil (então chamada de Associação Brasileira de Produtores de Discos), começou a apurar as vendas digitais, que são os downloads para internet, e ringtones que são vendas feita via telefonia móvel (celular). O primeiro lugar em vendas nacionais é da banda Jota Quest com mais de 3 milhões de downloads pagos e em segundo a cantora Ivete Sangalo com 2,5 milhões. No repertório internacional o mais vendido é o grupo norte-americano The Killers com mais de 1,15 milhão, seguidos por Lenny Kravitz com um milhão.

## Artistas nacionais

### Maiores vendas

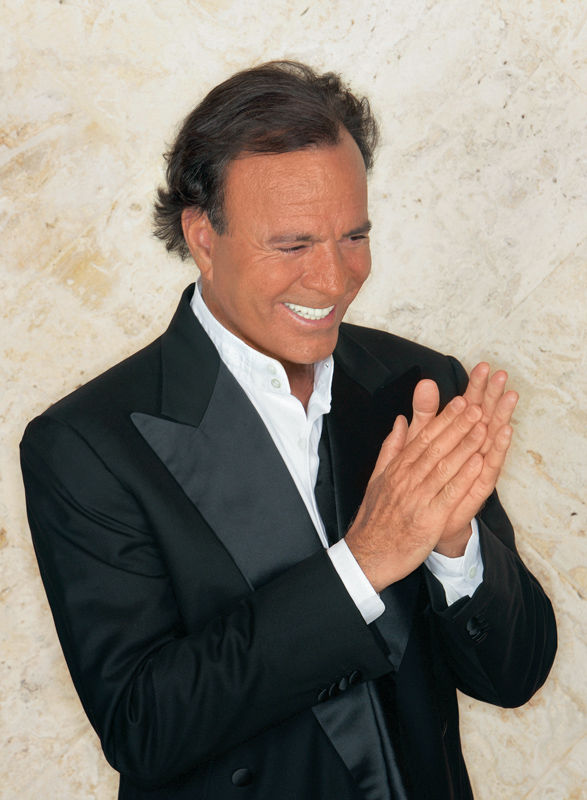
O cantor espanhol Julio Iglesias é o artista internacional recordista de vendas no país.

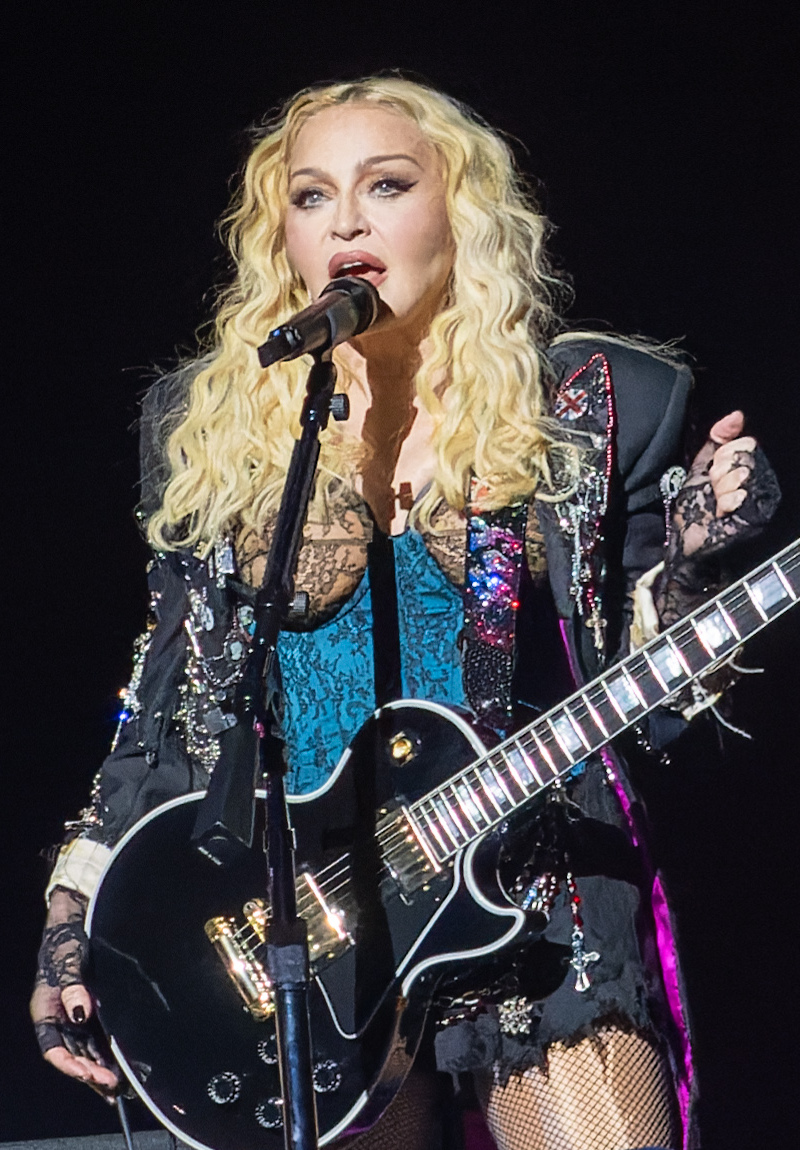
A cantora pop norte-americana Madonna é a artista feminina internacional que mais vendeu discos no Brasil.

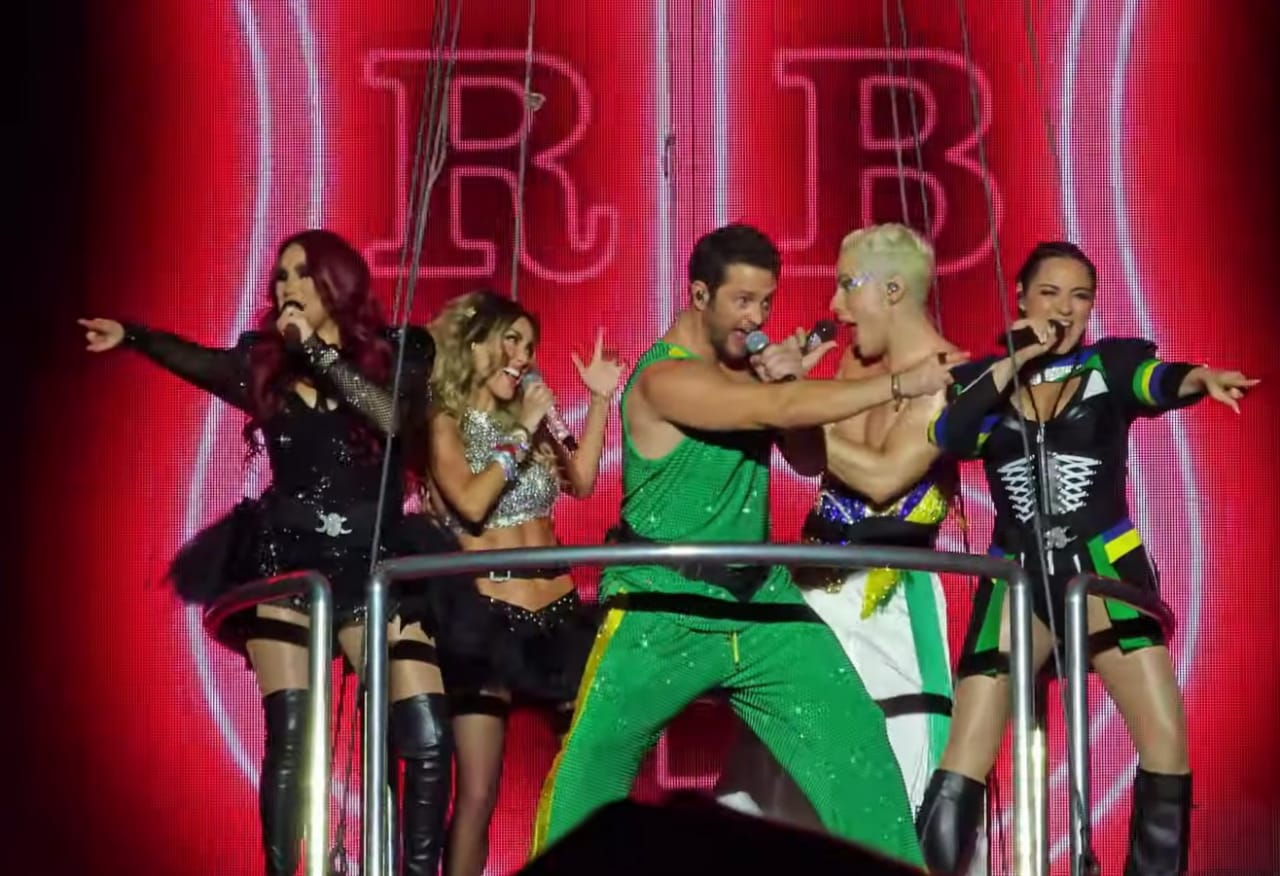
O grupo pop mexicano RBD é o grupo/banda internacional que mais vendeu discos no Brasil.

| Artista                   | Período de atividade                | Gênero(s) principal               | Vendas Certificadas (PMB) (a partir de 1990) | Vendas estimadas (nº de cópias) | Ref.                         |
| ------------------------- | ----------------------------------- | --------------------------------- | -------------------------------------------- | ------------------------------- | ---------------------------- |
| Roberto Carlos            | 1959–presente                       | MPB · jovem guarda                | 8 750 000                                    | 120 milhões                     | [ 3 ]                        |
| Nelson Gonçalves          | 1941–1998                           | Samba-canção · bolero · valsa     | 525 000                                      | 75 milhões                      | [ 5 ]                        |
| Angela Maria              | 1951–2018                           | Samba-canção · bolero · valsa     | Sem certificados                             | 60 milhões                      | [ 6 ]                        |
| Rita Lee                  | 1963–2023                           | Rock · pop                        | 750 000                                      | 55 milhões                      | [ 8 ]                        |
| Xuxa                      | 1984–presente                       | Infantil                          | 17 025 000                                   | 50 milhões                      | [ 10 ]                       |
| Benito di Paula           | 1966–presente                       | Samba                             | Sem certificados                             | 50 milhões                      | [ 11 ]                       |
| Tonico & Tinoco           | 1930–1994                           | Sertanejo                         | 200 000                                      | 50 milhões                      | [ 13 ]                       |
| Nelson Ned                | 1960–2014                           | Brega                             | 100 000                                      | 45 milhões                      | [ 15 ]                       |
| Chitãozinho & Xororó      | 1970–presente                       | Sertanejo                         | 2 775 000                                    | 37 milhões                      | [ 17 ]                       |
| Milionário & José Rico    | 1970–1991 1994–2015                 | Sertanejo                         | 1 150 000                                    | 32 milhões                      | [ 19 ]                       |
| Maria Bethânia            | 1965–presente                       | MPB                               | 450 000                                      | 26 milhões                      | [ 21 ] [ 22 ]                |
| Leandro & Leonardo        | 1983–1998                           | Sertanejo romântico               | 5 550 000                                    | 25 milhões                      | [ 24 ]                       |
| Legião Urbana             | 1982–1996                           | Pós-punk · rock alternativo       | 5 000 000                                    | 25 milhões                      | [ 26 ]                       |
| Amado Batista             | 1975–presente                       | Sertanejo romântico · brega       | 6 605 000                                    | 22 milhões                      | [ 28 ]                       |
| José Augusto              | 1973–presente                       | MPB · brega                       | 650 000                                      | 20 milhões                      | [ 30 ]                       |
| Roupa Nova                | 1980–presente                       | Soft rock                         | 300 000                                      | 20 milhões                      | [ 32 ]                       |
| Sepultura                 | 1985–presente                       | Thrash metal                      | Sem certificados                             | 20 milhões                      | [ 33 ]                       |
| Zezé di Camargo & Luciano | 1990–presente                       | Sertanejo romântico               | 9 300 000                                    | 20 milhões                      | [ 35 ]                       |
| Sandy & Junior            | 1990–2007 2019                      | Pop                               | 11 750 000                                   | 20 milhões                      | [ 37 ]                       |
| Ivete Sangalo             | 1993–presente                       | Axé · lambada · pop · reggae      | 8 000 000                                    | 20 milhões                      | [ 39 ]                       |
| Sérgio Reis               | 1960–presente                       | Sertanejo                         | 250 000                                      | 18 milhões                      | [ 41 ]                       |
| Teixeirinha               | 1958–1985                           | Nativismo                         | Sem certificados                             | 18 milhões                      | [ 42 ]                       |
| Leonardo                  | 1999–presente                       | Sertanejo romântico               | 5 100 000                                    | 18 milhões                      | [ 44 ] [ 45 ]                |
| Fábio Júnior              | 1969–presente                       | Pop rock                          | 150 000                                      | 16 milhões                      | [ 47 ]                       |
| Raça Negra                | 1983–presente                       | Pagode romântico samba            | 450 000                                      | 16 milhões                      | [ 49 ]                       |
| É o Tchan!                | 1994–2006 2011–presente             | Pagode baiano                     | 6 750 000                                    | 16 milhões                      | [ 52 ]                       |
| Padre Marcelo Rossi       | 1997–presente                       | Católica popular                  | 8 900 000                                    | 16 milhões                      | [ 54 ]                       |
| Gretchen                  | 1978—presente                       | Disco mambo                       | Sem certificados                             | 15 milhões                      | [ 55 ]                       |
| Diante do Trono           | 1997–presente                       | Gospel contemporâneo              | Sem certificados                             | 15 milhões                      | [ 56 ]                       |
| Chrystian & Ralf          | 1983–1999 2001–2021                 | Sertanejo romântico               | 550 000                                      | 15 milhões                      | [ 58 ]                       |
| Roberta Miranda           | 1986–presente                       | Sertanejo romântico               | 3 400 000                                    | 15 milhões                      | [ 60 ]                       |
| Rick & Renner             | 1986–2010 2012–2015 2018–presente   | Sertanejo romântico               | 1 000 000                                    | 15 milhões                      | [ 62 ]                       |
| Banda Calypso             | 1999–2015                           | Calypso · cumbia · lambada · zouk | 430 000                                      | 15 milhões                      | [ 64 ]                       |
| Daniel                    | 1998–presente                       | Sertanejo romântico               | 8 270 000                                    | 13 milhões                      | [ 66 ] [ 67 ] [ a ]          |
| Zeca Pagodinho            | 1983–presente                       | Samba · pagode                    | 3 500 000                                    | 12 milhões                      | [ 69 ]                       |
| Daniela Mercury           | 1990–presente                       | Axé · samba-reggae · eletrônica   | 2 400 000                                    | 12 milhões                      | [ 71 ]                       |
| Alexandre Pires           | 1989–presente                       | Samba · pagode · pop latino       | 650 000                                      | 11 milhões                      | [ 73 ]                       |
| Bruno & Marrone           | 1985–presente                       | Sertanejo romântico               | 7 080 000                                    | 10 milhões                      | [ 75 ]                       |
| Elba Ramalho              | 1979–presente                       | MPB · baião · forró · xote        | 520 000                                      | 10 milhões                      | [ 77 ]                       |
| Calcinha Preta            | 1995–presente                       | Forró eletrônico                  | Sem certificados                             | 10 milhões                      | [ 78 ]                       |
| Marisa Monte              | 1987–presente                       | MPB · pop · samba                 | 4 600 000                                    | 10 milhões                      | [ 80 ] [ 81 ]                |
| Carmen Miranda            | 1929–1955                           | Samba                             | Sem certificados                             | 10 milhões                      | [ 82 ]                       |
| Gian & Giovani            | 1988–presente                       | Sertanejo romântico               | 275 000                                      | 10 milhões                      | [ 84 ]                       |
| Wando                     | 1973–2012                           | Brega                             | 350 000                                      | 10 milhões                      | [ 86 ]                       |
| Fafá de Belém             | 1973–presente                       | MPB · carimbó                     | 350 000                                      | 9 milhões                       | [ 88 ]                       |
| Kid Abelha                | 1984–2016                           | Pop rock                          | 2 900 000                                    | 9 milhões                       | [ 90 ]                       |
| Lulu Santos               | 1973–presente                       | Pop rock                          | 2 050 000                                    | 8 milhões                       | [ 92 ]                       |
| Shirley Carvalhaes        | 1977–presente                       | Gospel contemporâneo              | 40 000                                       | 8 milhões                       | [ 94 ]                       |
| Exaltasamba               | 1986–2012 2016–presente             | Samba pagode                      | 2 300 000                                    | 8 milhões                       | [ 96 ]                       |
| Só pra Contrariar         | 1989–presente                       | Pagode romântico                  | 5 240 000                                    | 8 milhões                       | [ 98 ]                       |
| Rose Nascimento           | 1990–presente                       | Gospel contemporâneo              | 40 000                                       | 8 milhões                       | [ 100 ]                      |
| Cassiane                  | 1981–presente                       | Gospel contemporâneo              | 3 495 000                                    | 7 milhões                       | [ 102 ]                      |
| Belo                      | 1993–presente                       | Samba pagode                      | 750 000                                      | 7 milhões                       | [ 104 ]                      |
| Aline Barros              | 1995–atualmente                     | Gospel contemporâneo              | 2 770 000                                    | 7 milhões                       | [ 106 ]                      |
| KLB                       | 2000–atualmente                     | Pop rock · pop                    | 1 600 000                                    | 7 milhões                       | [ 108 ]                      |
| Skank                     | 1991–2023                           | Pop rock · ska                    | 4 350 000                                    | 6,6 milhões                     | [ 110 ]                      |
| Titãs                     | 1982–presente                       | Rock alternativo · punk rock      | 3 050 000                                    | 6,3 milhões                     | [ 112 ]                      |
| Mara Maravilha            | 1978–presente                       | Infantil Gospel contemporâneo     | 200 000                                      | 6 milhões                       | [ 114 ] [ fonte confiável? ] |
| Dominó                    | 1985–2005                           | Pop                               | Sem certificados                             | 6 milhões                       | [ 115 ]                      |
| Trem da Alegria           | 1983–presente                       | Infantil                          | 100 000                                      | 6 milhões                       | [ 117 ]                      |
| Rouge                     | 2002–06 2017–19                     | Pop                               | 800 000                                      | 6 milhões                       | [ 119 ]                      |
| Paula Fernandes           | 1993–presente                       | Sertanejo universitário           | 4 000 000                                    | 5,6 milhões                     | [ 121 ]                      |
| Turma do Balão Mágico     | 1982–1986                           | Infantil                          | Sem certificados                             | 5,3 milhões                     | [ 122 ]                      |
| João Gilberto             | 1952–2008                           | Bossa nova                        | Sem certificados                             | 5 milhões                       | [ 123 ]                      |
| Os Paralamas do Sucesso   | 1977–presente                       | Pop rock                          | 2 700 000                                    | 5 milhões                       | [ 125 ]                      |
| João Paulo & Daniel       | 1980–1997                           | Sertanejo romântico               | 4 850 000                                    | 5 milhões                       | [ 66 ] [ 67 ]                |
| RPM                       | 1984–89 • 1993–94 2001–03 • 2011–24 | Pop rock · new wave               | 500 000                                      | 5 milhões                       | [ 128 ]                      |
| Raimundos                 | 1987–presente                       | Hardcore punk                     | 1 050 000                                    | 5 milhões                       | [ 130 ]                      |
| Banda Eva                 | 1993–presente                       | Axé                               | 2 000 000                                    | 5 milhões                       | [ 132 ]                      |
| Charlie Brown Jr.         | 1992–2013                           | Skate punk · rock alternativo     | 1 225 000                                    | 5 milhões                       | [ 134 ]                      |
| Jota Quest                | 1993–presente                       | Pop rock                          | 4 500 000                                    | 5 milhões                       | [ 136 ]                      |
| Ana Carolina              | 1999–presente                       | MPB · pop · rock · samba          | 2 050 000                                    | 5 milhões                       | [ 138 ]                      |

### Álbuns mais vendidos
Álbuns de vídeo ou áudio mais vendidos no Brasil por vendas reivindicadas.

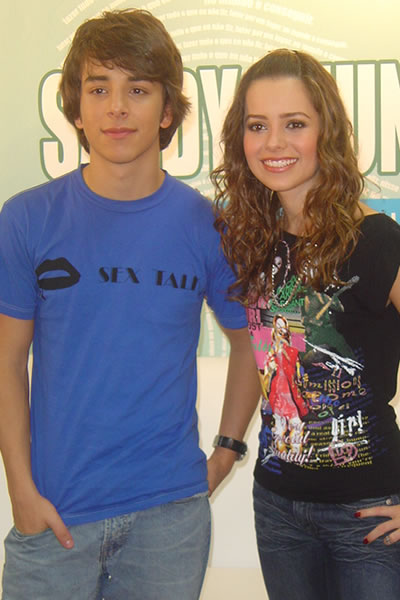
Apenas com a era Quatro Estações — estúdio e ao vivo — Sandy & Junior venderam mais de 5 milhões de cópias. Além disso, ambos os trabalhos venderam mais do que qualquer outro álbum de música pop no Brasil.

| Álbum                                | Artista                   | Lançado | Gênero                  | Vendas estimadas (nº de cópias) | Ref.            |
| ------------------------------------ | ------------------------- | ------- | ----------------------- | ------------------------------- | --------------- |
| Xou da Xuxa 3                        | Xuxa                      | 1988    | Infantil                | 5 000 000+                      | [ 140 ]         |
| Músicas para Louvar o Senhor         | Padre Marcelo Rossi       | 1998    | Católico                | 3 328 468+                      | [ 141 ]         |
| Xegundo Xou da Xuxa                  | Xuxa                      | 1987    | Infantil                | 3 200 000+                      | [ 142 ]         |
| Leandro & Leonardo                   | Leandro & Leonardo        | 1990    | Sertanejo romântico     | 3 200 000+                      | [ 143 ]         |
| 4º Xou da Xuxa                       | Xuxa                      | 1989    | Infantil                | 3 000 000+                      | [ 144 ]         |
| Xou da Xuxa                          | Xuxa                      | 1986    | Infantil                | 3 000 000+                      | [ 145 ] [ 146 ] |
| Rádio Pirata ao Vivo                 | RPM                       | 1986    | Rock                    | 3 000 000+                      | [ 147 ]         |
| O Canto da Cidade                    | Daniela Mercury           | 1992    | Axé Samba-reggae        | 3 000 000+                      | [ 148 ]         |
| Mamonas Assassinas                   | Mamonas Assassinas        | 1995    | Rock                    | 3 000 000+                      | [ 149 ]         |
| Só pra Contrariar                    | Só Pra Contrariar         | 1997    | Pagode romântico        | 3 000 000+                      | [ 150 ]         |
| Um Sonhador                          | Leandro & Leonardo        | 1998    | Sertanejo romântico     | 3 000 000+                      | [ 151 ]         |
| Quatro Estações: O Show              | Sandy & Junior            | 2000    | Pop                     | 3 000 000+                      | [ 152 ] [ 153 ] |
| As Quatro Estações                   | Sandy & Junior            | 1999    | Pop                     | 2 800 000+                      | [ 154 ] [ 155 ] |
| É o Tchan do Brasil                  | É o Tchan!                | 1997    | Pagode baiano           | 2 700 000+                      | [ 156 ]         |
| As Quatro Estações                   | Legião Urbana             | 1989    | Rock                    | 2 600 000+                      | [ 157 ]         |
| A Turma do Balão Mágico              | Turma do Balão Mágico     | 1984    | Infantil                | 2 500 000+                      | [ 158 ]         |
| Netinho ao Vivo!                     | Netinho                   | 1996    | Axé                     | 2 500 000+                      | [ 159 ]         |
| Banda Eva Ao Vivo                    | Banda Eva                 | 1997    | Axé                     | 2 500 000+                      | [ 160 ]         |
| MTV ao Vivo: Ivete Sangalo           | Ivete Sangalo             | 2004    | Axé                     | 2 500 000+                      | [ 161 ]         |
| Terra Samba ao Vivo e a Cores        | Terra Samba               | 1998    | Samba Pagode baiano     | 2 450 411+                      | [ 141 ]         |
| Na Cabeça e Na Cintura               | É o Tchan!                | 1996    | Pagode baiano           | 2 300 000+                      | [ 156 ]         |
| Roupa Nova                           | Roupa Nova                | 1985    | Pop rock                | 2 200 000+                      | [ 162 ] [ 163 ] |
| Era Uma Vez... Ao Vivo               | Sandy & Junior            | 1998    | Pop                     | 2 200 000+                      | [ 164 ]         |
| Tribalistas                          | Tribalistas               | 2002    | MPB                     | 2 100 000+                      | [ 165 ]         |
| Roberto Carlos                       | Roberto Carlos            | 1977    | MPB                     | 2 000 000+                      | [ 166 ]         |
| Roberto Carlos                       | Roberto Carlos            | 1979    | MPB                     | 2 000 000+                      | [ 167 ]         |
| Rita Lee e Roberto de Carvalho       | Rita Lee                  | 1982    | Pop rock                | 2 000 000+                      | [ 168 ]         |
| A Turma do Balão Mágico              | Turma do Balão Mágico     | 1983    | Infantil                | 2 000 000+                      | [ 169 ]         |
| Zezé Di Camargo & Luciano            | Zezé Di Camargo & Luciano | 1991    | Sertanejo romântico     | 2 000 000+                      | [ 170 ]         |
| O Samba Poconé                       | Skank                     | 1996    | Ska pop rock            | 2 000 000+                      | [ 171 ]         |
| O Rei do Gado                        | Vários                    | 1996    | Vários                  | 2 000 000+                      | [ 172 ]         |
| Acústico MTV: Titãs                  | Titãs                     | 1997    | Rock                    | 2 000 000+                      | [ 173 ]         |
| Chiquititas                          | Vários                    | 1997    | Vários                  | 2 000 000+                      | [ 174 ]         |
| É o Tchan no Hawaí                   | É o Tchan!                | 1998    | Pagode baiano           | 2 000 000+                      | [ 175 ]         |
| Ara Ketu ao Vivo                     | Ara Ketu                  | 1998    | Axé pagode baiano       | 2 000 000+                      | [ 176 ]         |
| Djavan ao Vivo                       | Djavan                    | 1999    | MPB                     | 2 000 000+                      | [ 177 ]         |
| Só no Forevis                        | Raimundos                 | 1999    | Hardcore punk           | 2 000 000+                      | [ 178 ]         |
| Laços de Família - Internacional     | Vários                    | 2000    | Vários                  | 2 000 000+                      | [ 179 ]         |
| Acústico MTV: Capital Inicial        | Capital Inicial           | 2001    | Rock                    | 2 000 000+                      | [ 180 ]         |
| Preciso de Ti                        | Diante do Trono           | 2001    | Gospel                  | 2 000 000+                      | [ 181 ]         |
| Rouge                                | Rouge                     | 2002    | Pop                     | 2 000 000+                      | [ 182 ]         |
| Acústico MTV: Kid Abelha             | Kid Abelha                | 2002    | Pop rock                | 2 000 000+                      | [ 183 ]         |
| Banda Calypso pelo Brasil            | Banda Calypso             | 2006    | Calypso                 | 2 000 000+                      | [ 184 ]         |
| Multishow ao Vivo: Ivete no Maracanã | Ivete Sangalo             | 2007    | Axé                     | 2 000 000+                      | [ 161 ]         |
| Ao Vivo                              | Paula Fernandes           | 2011    | Sertanejo universitário | 2 000 000+                      | [ 185 ]         |
| Esse Cara Sou Eu                     | Roberto Carlos            | 2012    | MPB                     | 2 000 000+                      | [ 186 ]         |

### Maior número dedownloads/ringtonespagos

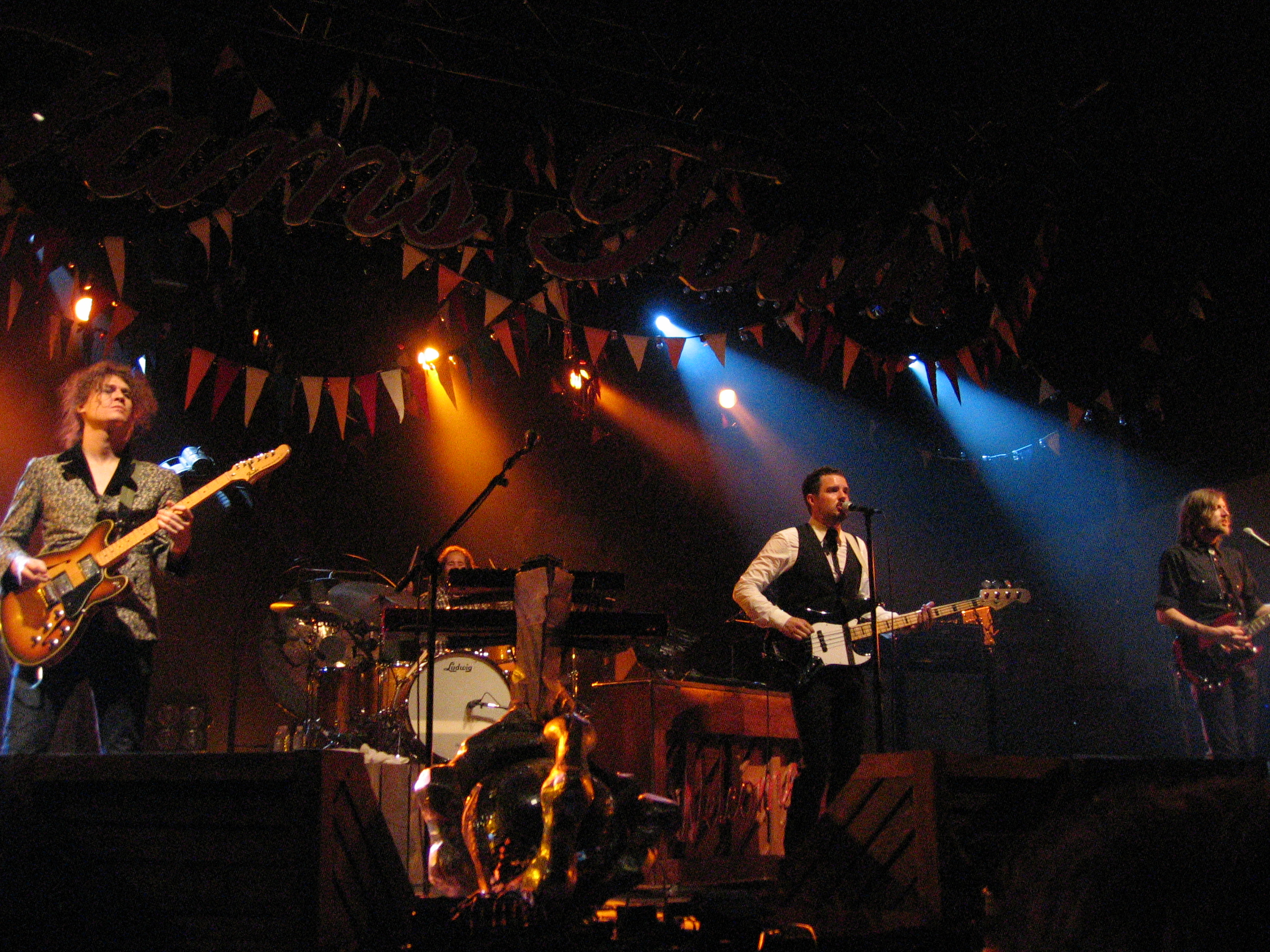
A banda The Killers tem o maior número de donwloads pagos entre artistas estrangeiros no Brasil.

| Artista         | Período             | Gênero                       | Vendas estimadas | Ref.    |
| --------------- | ------------------- | ---------------------------- | ---------------- | ------- |
| Ivete Sangalo   | 1993-presente       | Axé · lambada · pop · reggae | 3 700 000+       | [ 187 ] |
| Jota Quest      | 1993-presente       | Pop rock                     | 3 100 000+       | [ 188 ] |
| NX Zero         | 2001-2017 2023-2024 | Hardcore melódico            | 1 200 000+       | [ 189 ] |
| Babado Novo     | 2001-presente       | Axé                          | 1 200 000+       | [ 190 ] |
| Claudia Leitte  | 2001-presente       | Axé                          | 1 100 000+       | [ 191 ] |
| Skank           | 1991-2023           | Pop rock · ska               | 750 000+         | [ 192 ] |
| Capital Inicial | 1982-presente       | Rock                         | 500 000+         | [ 193 ] |
| Sandy & Junior  | 1991-2007           | Pop                          | 500 000+         | [ 194 ] |

### Maior número dedownloadspagos somados astreams
Dados coletados através das certificações digitais da Pro-Música Brasil (PMB), que emite os certificados através de uma metodologia que une download pago com números de streaming.
| Artista                | Período       | Gênero                         | Vendas estimadas | Ref.                                            |
| ---------------------- | ------------- | ------------------------------ | ---------------- | ----------------------------------------------- |
| Marília Mendonça       | 2011-2021     | Sertanejo universitário        | 19 140 000+      | [ 196 ]                                         |
| Jorge & Mateus         | 2006-presente | Sertanejo universitário        | 18 310 000+      | [ 197 ]                                         |
| Maiara & Maraisa       | 2002-presente | Sertanejo universitário        | 13 000 000+      | [ 198 ]                                         |
| Gusttavo Lima          | 1999-presente | Sertanejo universitário        | 7 640 000+       | [ 199 ]                                         |
| Mundo Bita             | 2013-presente | Infantil                       | 7 280 000+       | [ 200 ]                                         |
| Dilsinho               | 2014-presente | Pagode romântico               | 6 860 000+       | [ 201 ]                                         |
| Anitta                 | 2010-presente | Pop · funk carioca · reggaeton | 5 660 000+       | [ 202 ] [ 203 ] [ 204 ] [ 205 ] [ 204 ] [ 206 ] |
| Wesley Safadão         | 2003-presente | Forró eletrônico               | 4 680 000+       | [ 206 ]                                         |
| Pabllo Vittar          | 2015-presente | Pop · eletrobrega              | 4 400 000+       | [ 207 ]                                         |
| Matheus & Kauan        | 2010-presente | Sertanejo universitário        | 4 380 000+       | [ 208 ]                                         |
| Dennis DJ              | 1995-presente | Funk carioca                   | 3 540 000+       | [ 209 ]                                         |
| Alok                   | 2004-presente | House                          | 3 000 000+       | [ 210 ]                                         |
| Henrique & Juliano     | 2011-presente | Sertanejo universitário        | 2 780 000+       | [ 211 ]                                         |
| Zé Neto & Cristiano    | 2011-presente | Sertanejo universitário        | 2 660 000+       | [ 212 ]                                         |
| Felipe Araújo          | 2012-presente | Sertanejo universitário        | 2 580 000+       | [ 213 ]                                         |
| Os Barões da Pisadinha | 2015-presente | Piseiro                        | 2 560 000+       | [ 214 ]                                         |
| Zé Felipe              | 2014-presente | Sertanejo universitário        | 2 540 000+       | [ 215 ]                                         |
| Luan Santana           | 2007-presente | Sertanejo universitário        | 2 420 000+       | [ 213 ]                                         |
| Giulia Be              | 2018-presente | Pop                            | 2 340 000+       | [ 216 ]                                         |
| Kevinho                | 2012-presente | Funk carioca                   | 2 120 000+       | [ 217 ]                                         |
| Simone & Simaria       | 2012-2022     | Sertanejo universitário        | 1 960 000+       | [ 204 ]                                         |

## Artistas estrangeiros

### Maiores vendas
| Artista               | Período             | País de origem | Gênero musical                | Vendas estimadas (nº de cópias) |  |
| --------------------- | ------------------- | -------------- | ----------------------------- | ------------------------------- |  |
| Julio Iglesias        | 1968–presente       | Espanha        | Pop latino                    | 15 000 000+                     |  |
| Michael Jackson       | 1964-2009           | Estados Unidos | Pop · rock · R&B · disco      | 10 000 000+                     |  |
| Madonna               | 1982–presente       | Estados Unidos | Pop                           | 4 145 000+                      |  |
| RBD                   | 2004–2009 2020–2023 | México         | Pop latino                    | 2 500 000+                      |  |
| U2                    | 1976–presente       | Irlanda        | Rock                          | 2 110 000+                      |  |
| Mariah Carey          | 1990–presente       | Estados Unidos | Pop R&B Hip-hop               | 1 694 000+                      |  |
| Shakira               | 1990–presente       | Colômbia       | Pop latino · rock · reggaeton | 1 500 000+                      |  |
| Backstreet Boys       | 1996–presente       | Estados Unidos | Pop                           | 1 500 000+                      |  |
| Enya                  | 1987–presente       | Irlanda        | New age (música)              | 1 400 000+                      |  |
| Kenny G               | 1982-presente       | Estados Unidos | Smooth jazz                   | 1 025 000+                      |  |
| Adele                 | 2006–presente       | Reino Unido    | Soul · pop                    | 1 320 000+                      |  |
| Phil Collins          | 1967–presente       | Reino Unido    | Rock progressivo              | 1 220 000+                      |  |
| Avril Lavigne         | 2002–presente       | Canadá         | Pop punk                      | 1 135 000+                      |  |
| The Killers           | 2002-presente       | Estados Unidos | Indie rock                    | 1 115 000+                      |  |
| Laura Pausini         | 1993-presente       | Itália         | Pop latino                    | 1 055 000+                      |  |
| Alanis Morissette     | 1987–presente       | Canadá         | Rock alternativo              | 1.050.000+                      |  |
| Queen                 | 1970–1997           | Reino Unido    | Rock                          | 1 010 000+                      |  |
| Lenny Kravitz         | 1989-presente       | Estados Unidos | Rock                          | 1 000 000+                      |  |
| A-ha                  | 1982–1994 1998–2010 | Noruega        | New wave                      | 975 000+                        |  |
| Chris Brown           | 2005-presente       | Estados Unidos | R&B Hip-hop                   | 930 000+                        |  |
| Katy Perry            | 2001-presente       | Estados Unidos | Pop                           | 895 000+                        |  |
| Spice Girls           | 1996–2000 2007–2008 | Reino Unido    | Pop                           | 880 000+                        |  |
| Rod Stewart           | 1962–presente       | Reino Unido    | Rock Blues                    | 860 000+                        |  |
| Andrea Bocelli        | 1992–presente       | Itália         | Ópera                         | 835 000+                        |  |
| Simply Red            | 1984–presente       | Reino Unido    | Soul                          | 805 000+                        |  |
| Britney Spears        | 1998–presente       | Estados Unidos | Pop                           | 760 000+                        |  |
| Rihanna               | 2005–presente       | Barbados       | Pop R&B                       | 735 000+                        |  |
| Nirvana               | 1987–1994           | Estados Unidos | Grunge                        | 725 000+                        |  |
| Red Hot Chili Peppers | 1983–presente       | Estados Unidos | Funk rock                     | 720 000+                        |  |
| Elton John            | 1969–presente       | Reino Unido    | Rock                          | 685 000+                        |  |
| Amy Winehouse         | 2003–2011           | Reino Unido    | Soul jazz                     | 675 000+                        |  |
| Akon                  | 1996-presente       | Estados Unidos | Hip-hop R&B                   | 660 000+                        |  |
| Beyoncé               | 2003-presente       | Estados Unidos | Pop R&B                       | 640 000+                        |  |
| Eric Clapton          | 1963–presente       | Reino Unido    | Rock                          | 615 000+                        |  |
| The Beatles           | 1960-1970           | Reino Unido    | Rock                          | 550 000+                        |  |
| Aerosmith             | 1970–presente       | Estados Unidos | Rock                          | 550 000+                        |  |
| Linkin Park           | 2000–presente       | Estados Unidos | Nu Metal                      | 520 000+                        |  |
| Guns N' Roses         | 1985–presente       | Estados Unidos | Hard rock                     | 500 000+                        |  |
| Os Três Tenores       | 1990-2004           | Itália         | Ópera                         | 500 000+                        |  |

### Álbuns mais vendidos a partir de 1990
Dados coletados através das certificações da Pro-Música Brasil (PMB), que em seu site reune certificados auditados desde os anos de 1990.
| Álbum                                    | Artista                  | Lançado | Gênero           | Vendas certificadas (nº de cópias) | Ref.            |
| ---------------------------------------- | ------------------------ | ------- | ---------------- | ---------------------------------- | --------------- |
| Jagged Little Pill                       | Alanis Morissette        | 1995    | Rock alternativo | 1 000 000+                         | [ 237 ]         |
| 1989                                     | Taylor Swift             | 2014    | Pop              | 820 000+                           | [ 266 ]         |
| The Highlights                           | The Weeknd               | 2021    | R&B dark wave    | 800 000+                           | [ 267 ]         |
| The Diamond Collection                   | Post Malone              | 2023    | Hip-Hop          | 800 000+                           | [ 268 ]         |
| Serious Hits... Live!                    | Phil Collins             | 1990    | Rock             | 750 000+                           | [ 232 ]         |
| The Bodyguard: Original Soundtrack Album | Vários / Whitney Houston | 1992    | Pop R&B          | 750 000+                           | [ 269 ]         |
| Live at the Royal Albert Hall            | Adele                    | 2011    | Pop Soul         | 750 000+                           | [ 231 ]         |
| She's So Unusual                         | Cyndi Lauper             | 1985    | Art pop          | 500 000+                           | [ 270 ]         |
| The Immaculate Collection                | Madonna                  | 1990    | Pop              | 500 000+                           | [ 220 ]         |
| Like a Prayer                            | Madonna                  | 1989    | Pop              | 500 000+                           | [ 220 ]         |
| Greatest Hits II                         | Queen                    | 1990    | Rock             | 500 000+                           | [ 238 ]         |
| Spice                                    | Spice Girls              | 1996    | Pop              | 500 000+                           | [ 243 ]         |
| Backstreet's Back                        | Backstreet Boys          | 1997    | Pop              | 500 000+                           | [ 228 ]         |
| Millennium                               | Backstreet Boys          | 1999    | Pop              | 500 000+                           | [ 228 ]         |
| Paint the Sky with Stars                 | Enya                     | 1997    | New age          | 500 000+                           | [ 229 ]         |
| Californication                          | Red Hot Chili Peppers    | 1999    | Funk rock        | 500 000+                           | [ 253 ]         |
| In Concert                               | Os Três Tenores          | 1996    | Ópera            | 500 000+                           | [ 264 ]         |
| Let Go                                   | Avril Lavigne            | 2002    | Pop rock         | 500 000+                           | [ 271 ]         |
| I Am... Sasha Fierce                     | Beyoncé                  | 2008    | Pop R&B          | 500 000+                           | [ 257 ] [ 258 ] |

### Maior número dedownloads/ringtonespagos
| Artista           | Período       | País de origem | Gênero           | Vendas estimadas |
| ----------------- | ------------- | -------------- | ---------------- | ---------------- |
| The Killers       | 2002-presente | Estados Unidos | Indie rock       | 1 150 000+       |
| Lenny Kravitz     | 1989-presente | Estados Unidos | Rock             | 1 000 000+       |
| Chris Brown       | 2005-presente | Estados Unidos | R&B Hip-hop      | 900 000+         |
| Katy Perry        | 2001-presente | Estados Unidos | Pop              | 800 000+         |
| Avril Lavigne     | 2002-presente | Canadá         | Pop punk         | 700 000+         |
| Madonna           | 1982–presente | Estados Unidos | Pop              | 650 000+         |
| Akon              | 1996-presente | Estados Unidos | R&B Hip-hop      | 600 000+         |
| Alanis Morissette | 1987-presente | Canadá         | Rock alternativo | 500 000+         |
| Fergie            | 2003-presente | Estados Unidos | Pop R&B          | 500 000+         |
| Rihanna           | 2005-presente | Barbados       | Pop R&B          | 500 000+         |

### Maior número dedownloadspagos somados astreams
Dados coletados através das certificações digitais da Pro-Música Brasil, cujo emite os certificados através de uma metodologia que une download pago com número de streaming.
| Artista         | Período       | País de origem        | Gênero                        | Vendas estimadas |
| --------------- | ------------- | --------------------- | ----------------------------- | ---------------- |
| Ariana Grande   | 2008-presente | Estados Unidos        | Pop R&B                       | 9 920 000+       |
| Taylor Swift    | 2006-presente | Estados Unidos        | Pop · folk · country          | 9 540 000+       |
| The Weeknd      | 2010-presente | Canadá                | R&B · pop                     | 9 220 000+       |
| Lady Gaga       | 2003-presente | Estados Unidos        | Pop · jazz                    | 6 500 000+       |
| Beyoncé         | 2003-presente | Estados Unidos        | R&B · pop                     | 6 220 000+       |
| Katy Perry      | 2001-presente | Estados Unidos        | Pop                           | 5 120 000+       |
| Adele           | 2006-presente | Reino Unido           | Pop Soul                      | 4 240 000+       |
| Calvin Harris   | 2002-presente | Reino Unido           | EDM                           | 4 180 000+       |
| Luis Fonsi      | 1998-presente | Porto Rico            | Reggaeton                     | 3 360 000+       |
| Shakira         | 1990-presente | Colômbia              | Pop latino · rock · reggaeton | 2 300 000+       |
| Camila Cabello  | 2012-presente | Cuba · Estados Unidos | Pop                           | 1 940 000+       |
| Dua Lipa        | 2015-presente | Reino Unido           | Pop                           | 1 700 000+       |
| Little Mix      | 2011-presente | Reino Unido           | Pop R&B                       | 1 540 000+       |
| Miley Cyrus     | 2001-presente | Estados Unidos        | Pop                           | 1 420 000+       |
| J Balvin        | 2004-presente | Colômbia              | Reggaeton                     | 1 340 000+       |
| Daddy Yankee    | 1991-presente | Porto Rico            | Reggaeton                     | 1 300 000+       |
| Zayn            | 2010-presente | Reino Unido           | R&B                           | 1 280 000+       |
| Travis Scott    | 2008-presente | Estados Unidos        | Hip hop                       | 1 200 000+       |
| Post Malone     | 2015-presente | Estados Unidos        | Hip hop                       | 980 000+         |
| Harry Styles    | 2010-presente | Reino Unido           | Pop rock                      | 780 000+         |
| Justin Bieber   | 2007-presente | Canadá                | Pop R&B                       | 700 000+         |
| Mariah Carey    | 1990-presente | Estados Unidos        | R&B                           | 620 000+         |
| Maroon 5        | 1994-presente | Estados Unidos        | Pop rock                      | 620 000+         |
| Sia             | 1990-presente | Austrália             | Pop                           | 600 000+         |
| DJ Snake        | 2009-presente | França                | Trap                          | 560 000+         |
| DJ Khaled       | 1998-presente | Estados Unidos        | Hip-hop                       | 520 000+         |
| Imagine Dragons | 2008-presente | Estados Unidos        | Pop rock                      | 520 000+         |
| Madonna         | 1979-presente | Estados Unidos        | Pop                           | 500 000+         |
| Nicki Minaj     | 2004-presente | Trinidad e Tobago     | Hip-hop                       | 500 000+         |
| Bebe Rexha      | 2010-presente | Reino Unido           | Pop                           | 500 000+         |
| Meduza          | 2019-presente | Itália                | House                         | 480 000+         |
| Goodboys        | 2019-presente | Reino Unido           | House                         | 480 000+         |
| Demi Lovato     | 2002-presente | Estados Unidos        | Pop · rock                    | 440 000+         |
| Drake           | 2001-presente | Canadá                | Hip-hop                       | 420 000+         |
| Rita Ora        | 2008-presente | Reino Unido           | Pop                           | 420 000+         |
| Shawn Mendes    | 2013-presente | Canadá                | Pop                           | 420 000+         |

## Lista de artistas com mais certificados pela ABPD (1979-1989)
Abaixo a lista de artistas com mais certificados apurados pela Associação Brasileira dos Produtores de Discos (ABPD), atual Pro-Música Brasil. Nessa época, os artistas ganhavam apenas um certificado fosse ele disco de ouro (equivalente a 100 mil vendidos) ou então disco de platina (equivalente a 250 mil vendidos), se o artista vendesse 500 mil cópias, isso não o fazia receber 2 discos de platina, como passou a ocorrer a partir de 1990, sendo assim dois artistas distintos poderiam receber disco de platina, mesmo um deles vendendo 300 mil e o outro 1 milhão, é por esse motivo que na lista há artistas com menos certificados na frente de outros.
| Pos. | Artista (s) | Total de certificados pela Pro-Música Brasil (1979-1989) | Vendas certificadas |
| ---- | --- | -------------------------------------------------------- | ------------------- |
| 1    | Xuxa | 9x diamante + 1x ouro                                    | 9 100 000           |
| 2    | Nelson Gonçalves | 20× platina + 38× ouro                                   | 8 800 000           |
| 3    | Roberto Carlos | 17× platina + 11× ouro                                   | 5 350 000           |
| 4    | Julio Iglesias | 13× platina + 7× ouro                                    | 3 925 000           |
| 5    | Simone | 11× platina + 7× ouro                                    | 3 450 000           |
| 6    | Clara Nunes | 11× platina                                              | 2 750 000           |
| 7    | Gal Costa | 9× platina + 5× ouro                                     | 2 750 000           |
| 8    | Fagner | 10× platina + 3× ouro                                    | 2 800 000           |
| 9    | Beth Carvalho e Trio Parada Dura                                                                                               | 9× platina + 3× ouro                                     | 2 550 000           |
| 10   | Maria Bethânia | 7× platina + 5× ouro                                     | 2 550 000           |
| 11   | Menudo | 7× platina + 4× ouro                                     | 2 050 000           |
| 12   | Martinho da Vila | 7× platina + Ouro                                        | 1 850 000           |
| 13   | Chitãozinho e Xororó | 7× platina + 5× ouro                                     | 2 250 000           |
| 14   | Milton Nascimento | 7× platina                                               | 1 750 000           |
| 15   | Elba Ramalho | 6× platina + 4× ouro                                     | 1 900 000           |
| 16   | José Augusto | 6× platina + 4× ouro                                     | 2 000 000           |
| 17   | Gilliard | 5× platina                                               | 1 250 000           |
| 18   | Bezerra da Silva e Joanna | 5× platina + 2× ouro                                     | 1 450 000           |
| 19   | Caetano Veloso | 5× platina + Ouro                                        | 1 350 000           |
| 20   | Ney Matogrosso, Bee Gees e Luís Gonzaga                                                                                        | 5× platina                                               | 1 250 000           |
| 21   | Trem da Alegria, Rita Lee e Wando                                                                                              | 5× platina + 3× ouro                                     | 1 450 000           |
| 22   | A Turma Balão Mágico e Agepê                                                                                                   | 4× platina + 4× ouro                                     | 1 400 000           |
| 23   | Ritchie e Michael Jackson | 4× platina + 2× ouro                                     | 1 200 000           |
| 24   | Blitz, Gilberto Gil, Lionel Ritchie, Nikka Costa eSérgio Reis                                                                  | 4× platina + 1× ouro                                     | 1 100 000           |
| 25   | Agnaldo Timóteo, Carlos Alexandre, Kid Abelha, Perla, The Fevers                                                               | 4× platina                                               | 1 000 000           |
| 26   | João Mineiro & Marciano | 3× platina + 2× ouro                                     | 950 000             |
| 27   | Amelinha, Alceu Valença | 3× platina + 1× ouro                                     | 850 000             |
| 28   | Chico Buarque | 3× platina + 1× ouro                                     | 850 000             |
| 29   | Genival Lacerda, Guilherme Arantes, Pink Floyd, Ray Conniff, Reginaldo Rossi, Roberto Ribeiro, Tom Maia, Toquinho e Zé Ramalho | 3× platina                                               | 750 000             |
| 30   | A-ha, Banda Reflexus, Legião Urbana, Patricia                                                                                  | 1× platina                                               | 250 000             |